# Gilg Christoph Schorno
Gilg Christoph Schorno, né le 22 janvier 1668 à Schwytz et mort le 12 mars 1744 dans cette même localité est une personnalité politique suisse.

## Biographie
Gilg Christoph Schorno est landamman de Schwytz à de multiples reprises entre 1705 et 1741.